# Daviesia cordata
Daviesia cordata är en ärtväxtart som beskrevs av James Edward Smith. Daviesia cordata ingår i släktet Daviesia, och familjen ärtväxter. Inga underarter finns listade i Catalogue of Life.

## Bildgalleri

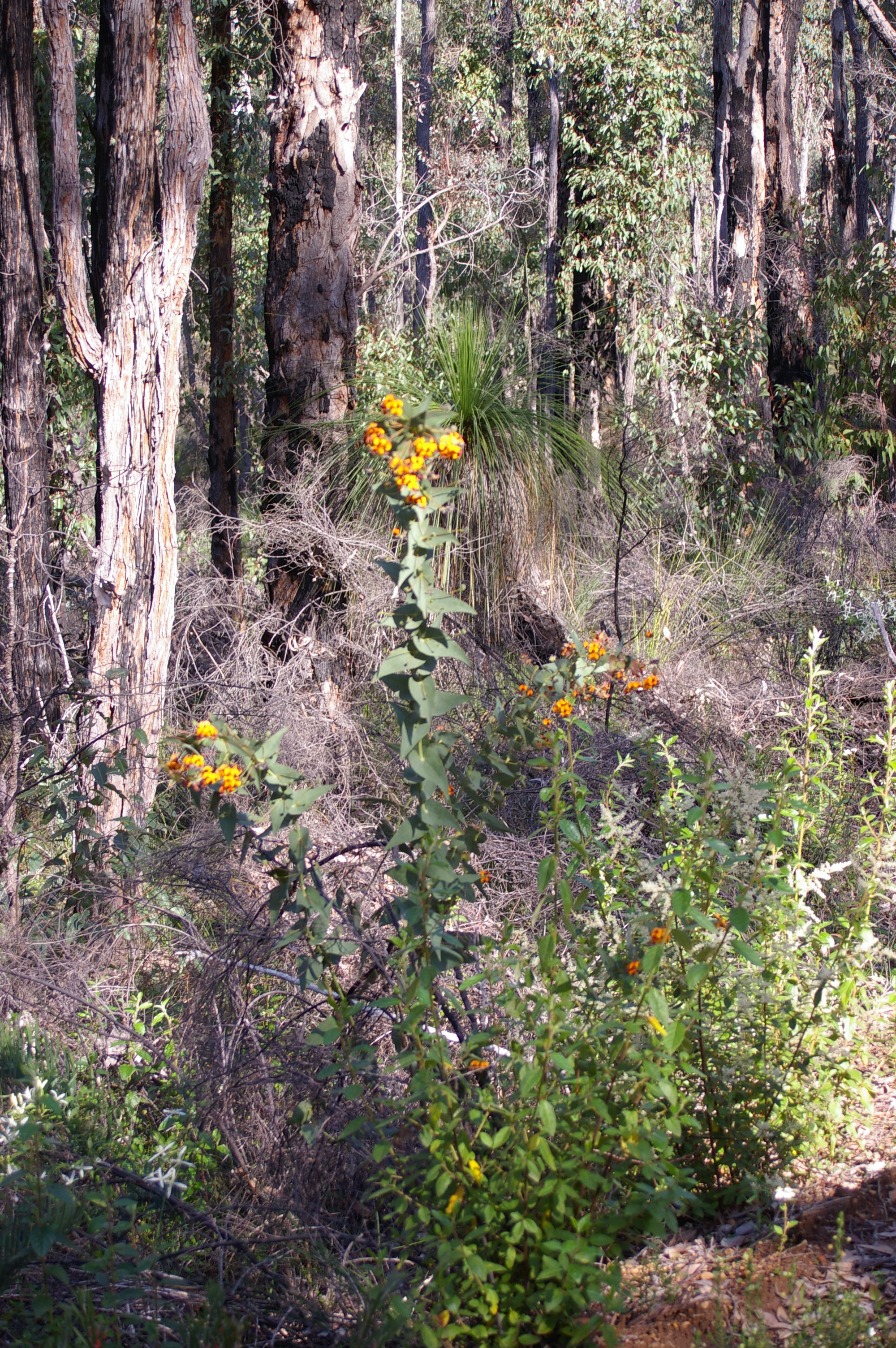
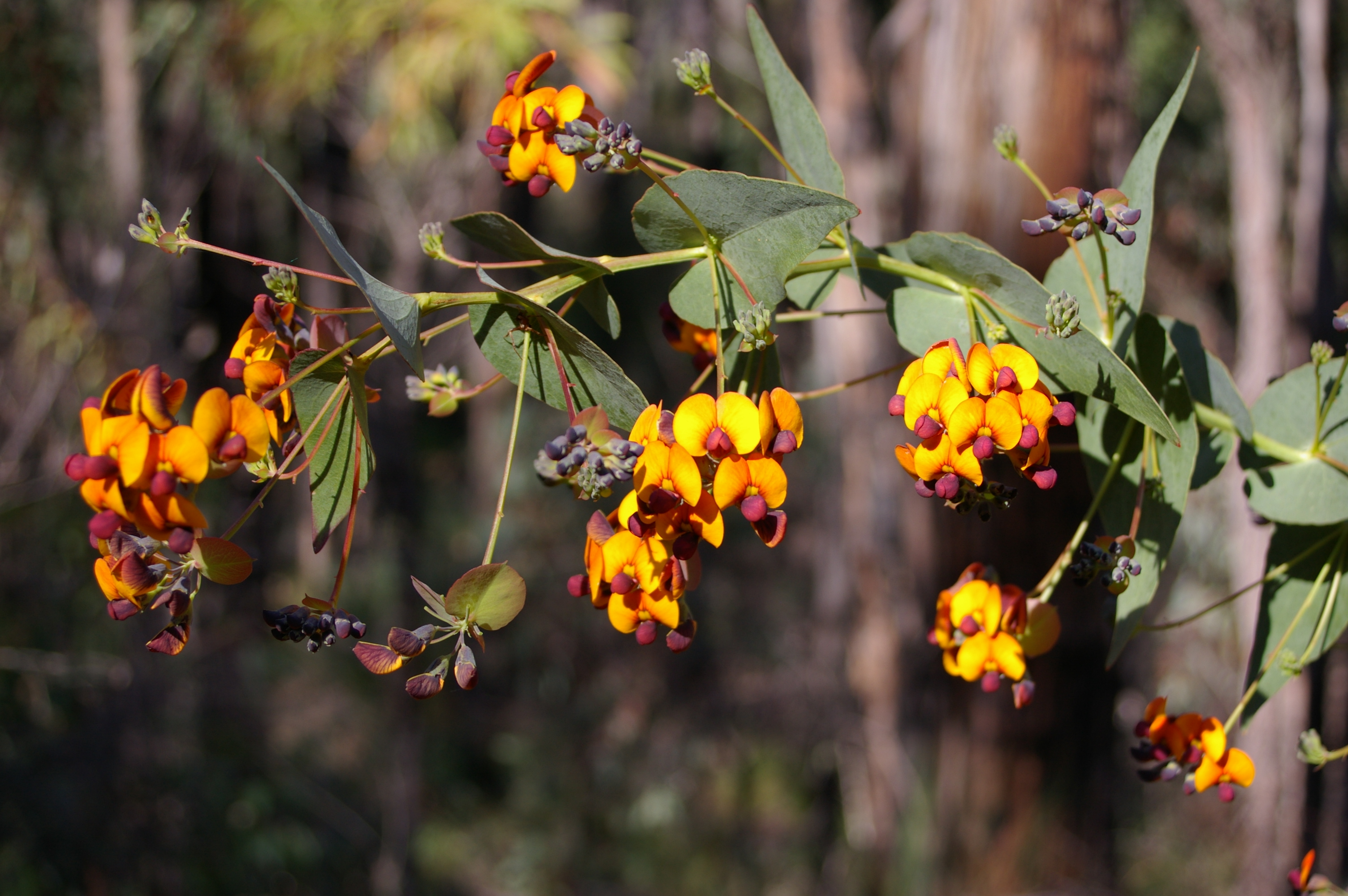